# Magatte Wade
Pour les articles homonymes, voir Wade.
Magatte Wade, née en 1976, est une femme d’affaires sénégalaise, créatrice d’entreprises s’adressant au marché américain avec des produits à base d’ingrédients naturels africains.

## Biographie
Née au Sénégal en 1976, elle est l’aînée d'une fratrie de quatre enfants. Ses parents émigrant  en Europe pour chercher du travail, elle est élevée en partie par sa grand-mère,. Elle vient à son tour achever ses études  en France, puis choisit de  vivre aux États-Unis.
Elle crée une première société, Adina World Beat, en 2004 à San Francisco. Cette entreprise fabrique et commercialise des   boissons africaines, dont du bissap, pour le marché américain. Le bissap est une boisson traditionnelle d’Afrique de l’Ouest  à base de fleur d’Hibiscus sabdariffa. Cette société propose également des thés,,.
Cette société réalise un chiffre d’affaires de 3 millions de dollars en 2011,.
Puis, elle lance une deuxième entreprise, Tiossan Skin-Care, une entreprise  de produits cosmétiques cette fois, là encore à base d’ingrédients traditionnels africains. Tiossan signifie « origines » en wolof. La société est créée à Hudson, mais son objectif est de transposer la fabrication en Afrique,,.